# Московский аэровокзал
Московский аэровокзал — терминал Московского авиационного узла, действовавший с 1920-х до 2005 года. Последнее здание аэровокзала, расположенное по адресу Ленинградский проспект, дом 37, строение 6, было построено в 1960—1965 годах вблизи закрытого для гражданских рейсов Центрального аэропорта имени Фрунзе. Обеспечивалась доставка пассажиров в аэропорты Внуково, Шереметьево, Быково и Домодедово. После закрытия терминала в его здании разместился торговый центр. В 2017 году здание аэровокзала было снесено, на его месте, по состоянию на май 2018 года, строится многоэтажный жилой комплекс.

## История

### Старые аэровокзалы
Лётное поле на Ходынском поле появилось в 1910 году усилиями Общества воздухоплавания. Там были организованы взлётно-посадочная полоса и 6 ангаров для аэропланов, тренировались лётчики и проходили авиационные шоу. После революции поле приобрело более прикладное значение: в 1918 году здесь расположилась «летучая лаборатория», где проводились исследования по аэродинамике, в 1920 — открылся научно-опытный центр Главвоздухфлота. В 1920 году аэродром получил имя Льва Троцкого, 3 мая оттуда был совершён первый регулярный рейс по почтово-пассажирской линии Москва — Кёнигсберг — Берлин, 15 июля открылась первая внутренняя авиалиния из Москвы в Нижний Новгород.
Первое здание аэровокзала, действовавшее в 20-е годы, сохранилось и в настоящее время заброшено: его адрес — Ленинградский проспект, 37, к. 10. Это здание можно видеть в начале фильма «Папиросница от Моссельпрома» (1924 г.)
В последующие годы число внутренних рейсов значительно выросло, и Центральному аэропорту, получившему в 1926 году имя Михаила Фрунзе, потребовалось новое здание аэровокзала. Был проведён конкурс, который выиграли архитекторы Л. Великовский и Н. Зарубин, но доработку конкурсного проекта доверили другой мастерской, которая внесла в него существенные изменения. Здание аэровокзала, ставшего одним из крупнейших в мире, было построено в 1930—1931 годах (в глубине нынешнего владения № 41), а спор архитекторов об авторских правах на него затянулся на многие годы. В 1935 году здание было облицовано мрамором, а в 1936—1937 годах — расширено по проекту архитекторов А. М. Рухлядева и В. Ф. Кринского, чтобы обслуживать значительно выросшее число пассажиров. В 1938 году к аэропорту подвели Замоскворецкую линию метрополитена, открылась станция «Аэропорт».
В связи с перегрузкой Центрального аэропорта в 30 километрах к юго-западу от Москвы началось сооружение аэропорта Внуково. В послевоенные годы расположение перегруженного аэропорта в непосредственной близости к жилым кварталам стало проблемой для московских властей. В 1946—1947 годах большая часть рейсов из Центрального аэропорта были перенесены во «Внуково», Быково и Остафьево, а аэропорт на Ходынском поле сохранил функции опытного полигона: ещё до Великой Отечественной войны вблизи аэродрома расположились ведущие авиационные ОКБ (Сухого, Яковлева, Ильюшина, Микояна и авиационные заводы. Здесь проходили испытания самолёты Ил-28, Ил-76, Ил-86 и Ил-96. 
Второе здание аэровокзала в 1948 г. было передано штабу ВВС Московского военного округа; в настоящее время (2024 г.) в нём располагается объединённый штаб ОДКБ. В 1960 году в первом здании аэровокзала расположилась Центральная вертолётная станция, откуда осуществлялись рейсы в другие аэропорты Москвы (работала до 1971 года).

### Новый аэровокзал
В 1957—1964 годах к северу от Москвы был построен новый аэропорт и аэровокзал Шереметьево, в 1960—1964 годах были завершены новое здание аэровокзала и второй терминал Внуково, велось строительство аэропорта Домодедово. Для доставки пассажиров на рейсы, вылетающие из отдалённых от города аэропортов, было решено организовать отдельный аэровокзал на территории закрытого для гражданских рейсов Центрального аэропорта имени Фрунзе. Строительство велось в 1960—1965 годах по проекту архитекторов Дмитрия Бурдина, Леонида Баталова, Юрия Рабаева, Михаила Артемьева, Владимира Климова, Валерия Яковлева и Г. Елькина, конструкторов А. Румянцева, Г. Лысенко и Я. Гельмана. Архитекторам потребовалось не только спроектировать удобный терминал, но и создать запоминающийся образ комплекса: аэровокзал должен был демонстрировать преимущества социалистического планирования, быть самым большим и эффективным в мире.
Архитекторы спроектировали комплекс зданий: утопленный вглубь участка 2-этажный протяжённый терминал и два 12-этажных корпуса на красной линии Ленинградского проспекта, которые образовали небольшую внутреннюю площадь, композиционным центром которой служила скульптурная композиция — земной шар и облетающие его самолёты. В одном из 12-этажных зданий разместилась гостиница «Аэропорт», в другом — оперативные службы московского авиационного узла (позднее — Управление гражданской авиации). В здании аэровокзала был организован просторный протяжённый холл со стеклянными стенами. Корпуса гостиницы и авиационных служб получили современную призматическую форму, а в их отделке был использован стемалит — закалённое стекло со вплавленным в него с обратной стороны красителем. Основную площадь стен 12-этажных зданий покрывал зелёный стемалит, рассечённый тонкой сеткой блестящего алюминия и блоками серого стемалита в простенках между окнами. Аналогичное колористическое решение было использовано в интерьерах «Аэропорта» (за исключением единого пространства первого этажа, внешние стены которого были сделаны полностью прозрачными).
Для прибывавших на аэровокзал пассажиров были предусмотрены билетные кассы, 30 автоматических стоек регистрации, пункт сдачи багажа, автобусные и вертолётные рейсы, доставлявшие их напрямую к трапу самолёта. Гостиница предлагала постой за умеренную плату и предназначалась для пассажиров, оставшихся в Москве на короткий срок или вынужденных заночевать из-за задержки рейса. Для транзитных пассажиров, прибывших в один аэропорт и вылетавших из другого, в здании аэровокзала были предусмотрены залы ожидания, ресторан и кинозал. Также в терминале были выставлены модели самолётов, сделанные наполовину прозрачными, чтобы путешественники могли изучить их внутреннее устройство или выбрать место перед регистрацией. В 2000-х годах изменившаяся транспортная ситуация и дорожные пробки сделали автобусные рейсы из аэровокзала нецелесообразными. В 2005 году аэровокзал прекратил работу и его здание занял торговый центр.
В ноябре 2007 года компания Mos City Group выкупила гостиницу и здание аэровокзала, чтобы в перспективе снести постройки и возвести на их месте «мини-город» — коммерческую и жилую недвижимость. Проект не был воплощён, а в 2017 году компания Optima Group представила новый проект застройки территории аэровокзала на рассмотрение Архитектурного совета города Москвы. Проект, подготовленный британским архитектором Филиппом Бойлом и бюро «Апекс» также предполагал снос исторических зданий и возведение на их месте комплекса из 9 высотных башен с жилой и коммерческой недвижимостью. Проект был отклонён Архсоветом из-за нарушения норм инсоляции, транспортной доступности и обеспеченности социальной инфраструктурой. Главный архитектор Москвы Сергей Кузнецов также скептически отозвался о высотности комплекса, расположенного в знаковом для города месте, качестве его внутренней и внешней проработки.

## Снос здания
В ноябре 2017 года начался снос здания аэровокзала. На его месте возводится жилой комплекс «Прайм Парк» площадью 502 тысячи квадратных метров переменной этажности более чем на 3 600 квартир, в составе которого будут построены девять башен. Управляющий директор компании «Оптима Девелопмент» Булат Шакиров в апреле 2019 года рассказал, что его компания ведет строительство жилья на территории аэровокзала, а также что на площади больше 6 гектаров в жилом комплексе будет частный парк, доступ посторонних на территорию которого ограничат, по его словам, «это фишка проекта»
- 13.11.2017
- 13.11.2017
- 13.11.2017
- 14.11.2017
- 14.11.2017
- 15.11.2017